# ギルウェ山
ギルウェ山(Mount Giluwe)は、パプアニューギニアの南部山岳州にある山である。標高は4,367メートルで、パプアニューギニアではウィルヘルム山に次いで2番目、ニューギニア島では5番目に高い。古い楯状火山であり、山上部は広大な高山ツンドラの草原になっている。古代の岩頸により2つの山頂が形成されている。中央の山頂が最高峰で、そこから東に約2キロメートル離れた所にもう1つの山頂（標高4,300メートル）がある。ギルウェ山は、オーストラリア大陸およびオセアニアで最も高い火山である。

## 地質
ギルウェ山には元々、およそ65万〜80万年前に形成された、現在の山頂と同じ高さの成層火山があった。更新世に氷河によって山頂部が侵食され、現在の山頂を形成する岩頸が残された。その後、22万〜30万年前に、大規模な火山噴火によって現在の盾状の山体が形成された。氷河の下で噴火したことを示す溶岩が残されている。最終氷期には、上部斜面は厚さ150メートルを超える巨大な氷帽で覆われており、氷の表面から主峰と東峰のみがヌナタクとして突出していた。氷帽は最大で直径15キロメートルを超え、100平方メートルを超える面積を覆っていた。そこから流れ出す氷河は長さが3,200–3,500メートルに延び、ティルやモレーンなどの様々な堆積物を残した。氷河はすでになくなっているが、多数の圏谷やU字谷が残っている。現在でも、おおよそ3,400メートル以上の山上部では、時折夜間に降霜や降雪がある。

## 歴史
オーストラリアの探検家ミック・レーヒーと兄弟のダンは、1934年に西洋人で初めてこの地域に到達し、ギルウェ山を発見して登頂した。しかし、1935年に探検家ジャック・ハイズが、自分がギルウェ山を最初に発見したと主張し、この山を「ミナレット山」(Minaret Mountains)と命名した。レーヒーは1935年にイギリスに行き、王立地理学会に2つの異なる主張についての聴聞会を開かせた。リーヒーは1935年11月21日に演説を行い、翌年、王立地理学会はリーヒーにマーチンソン賞を授与し、学会誌でリーヒーの発見を発表した。